# Route nationale 12 (Madagaskar)
Route nationale 12 (RN 12) is een nationale weg in Madagaskar van 302 kilometer. De weg loopt vanaf Irondro naar Vangaindrano. De weg doorkruist de regio's Atsimo-Andrefana en Vatovavy-Fitovinany.
De route is verhard tussen Manakara en Vohipeno en tussen Farafangana en Vangaindrano. Daarbuiten verkeert de weg op veel plekken in een zeer slechte staat. 